# Gatzara caelestis
Gatzara caelestis är en insektsart som först beskrevs av Krivokhatsky 1997.  Gatzara caelestis ingår i släktet Gatzara och familjen myrlejonsländor. Inga underarter finns listade i Catalogue of Life.